# Ramsewak Shankar
Ramsewak Shankar (Paramaribo, 6 de novembro de 1937) é um político surinamês. Foi presidente do Suriname entre 1988 e 1990.